# 1954年上半期の市町村合併
1954年上半期の市町村合併（1954ねんかみはんきのしちょうそんがっぺい）では1954年1月から6月までに行われた日本の市町村合併の一覧を載せる。

## 1月
- 1月1日
  - 岩手県和賀郡黒沢尻町+立花村=和賀郡黒沢尻町（編入）
  - 神奈川県足柄下郡箱根町+元箱根村+芦之湯村=足柄下郡箱根町（新設）
  - 福井県南条郡南日野村+北杣山村+南杣山村=南条郡南条村（新設）
  - 福井県遠敷郡鳥羽村+瓜生村+熊川村+三宅村+野木村=遠敷郡上中町（新設/町制）
  - 静岡県志太郡藤枝町+西益津村=志太郡藤枝町（新設）
  - 静岡県小笠郡堀之内町+六郷村+横地村+加茂村+内田村=小笠郡菊川町（新設）
  - 奈良県南葛城郡御所町+秋津村=南葛城郡御所町（編入）
  - 鳥取県東伯郡赤碕町+成美村+安田村+以西村=東伯郡赤碕町（新設）
  - 島根県安濃郡大田町+長久村+鳥井村+久手町+波根東村+川合村+邇摩郡静間村+久利村=大田市（新設/市制）
  - 岡山県邑久郡邑久町+玉津村=邑久郡邑久町（編入）
- 1月10日
  - 富山県中新川郡利田村+雄山町+上段村+東谷村+釜ヶ渕村+立山村=中新川郡立山町（新設）
- 1月15日
  - 千葉県千葉郡大和田町+睦村=千葉郡八千代町（新設）
  - 千葉県市原郡高滝村+富山村+里見村+白鳥村=市原郡加茂村（新設）
  - 富山県東礪波郡砺波町+南般若村+柳瀬村+太田村+東野尻村+西礪波郡高波村=東礪波郡砺波町（編入）
  - 富山県東礪波郡北般若村+西礪波郡戸出町+是戸村+醍醐村=西礪波郡戸出町（新設）
  - 三重県津市+河芸郡一身田町=津市（編入）
- 1月20日
  - 島根県飯石郡三刀屋町+飯石村+鍋山村+中野村=飯石郡三刀屋町（新設）
- 1月22日
  - 茨城県真壁郡雨引村+大国村=真壁郡大和村（新設）

## 2月
- 2月1日
  - 茨城県真壁郡下館町+竹島村+養蚕村=真壁郡下館町（編入）
  - 新潟県長岡市+古志郡上川西村=長岡市（編入）
  - 長野県北佐久郡小諸町+北大井村+大里村+川辺村=北佐久郡小諸町（新設）
  - 鳥取県東伯郡八橋町+浦安町+下郷村+上郷村+古布庄村=東伯郡東伯町（新設）
  - 愛媛県松山市+温泉郡興居島村=松山市（編入）
- 2月4日
  - 和歌山県田辺市+西牟婁郡新庄村=田辺市（編入）
- 2月10日
  - 大阪府茨木市+三島郡安威村+玉島村=茨木市（編入）
- 2月11日
  - 栃木県上都賀郡日光町+小来川村=日光市（編入/市制）
  - 千葉県海上郡旭町+富浦村+矢指村=海上郡旭町（新設）
  - 福井県三方郡南西郷村+北西郷村+耳村+山東村=三方郡美浜町（新設/町制）
  - 長野県上高井郡須坂町+豊洲村+日野村=上高井郡須坂町（新設）
  - 静岡県清水市+庵原郡飯田村=清水市（編入）

## 3月
- 3月1日
  - 新潟県長岡市+古志郡宮内町=長岡市（編入）
  - 富山県婦負郡長岡村+寒江村+呉羽村+射水郡老田村=婦負郡呉羽町（新設/町制）
  - 富山県射水郡大門町+水戸田村+櫛田村+浅井村+二口村=射水郡大門町（新設）
  - 富山県東礪波郡砺波町+栴檀山村+栴檀野村+般若村+東般若村=東礪波郡砺波町（編入）
  - 福井県三方郡三方町+十村=三方郡三方町（編入）
  - 山梨県東山梨郡塩山町+奥野田村=東山梨郡塩山町（編入）
  - 鳥取県八頭郡若桜町+池田村=八頭郡若桜町（新設）
  - 岡山県赤磐郡周匝村+山方村+佐伯北村=赤磐郡吉井町（新設/町制）
  - 岡山県和気郡吉永町+神根村+三国村=和気郡吉永町（新設）
  - 岡山県児島郡胸上村+鉾立村=児島郡東児町（新設/町制）
  - 岡山県吉備郡総社町+秦村+都窪郡三須村=吉備郡総社町（編入）
  - 高知県土佐郡宇治村+吾川郡伊野町+八田村+高岡郡川内村=吾川郡伊野町（新設）
- 3月3日
  - 千葉県安房郡白浜町+長尾村=安房郡白浜町（新設）
  - 奈良県磯城郡桜井町+安倍村+多武峯村+朝倉村=磯城郡桜井町（編入）
- 3月10日
  - 新潟県北魚沼郡小千谷町+城川村+千田村=小千谷市（編入/市制）
  - 新潟県南蒲原郡加茂町+下条村=加茂市（編入/市制）
  - 石川県江沼郡大聖寺町+瀬越村=江沼郡大聖寺町（編入）
  - 山梨県中巨摩郡三恵村+鏡中条村+藤田村=中巨摩郡若草村（新設）
- 3月14日
  - 茨城県真壁郡下館町+五所村+中村+河間村+大田村+嘉田生崎村=真壁郡下館町（編入）
  - 茨城県結城郡結城町+山川村=結城郡結城町（編入）
- 3月15日
  - 茨城県結城郡結城町+絹川村+江川村+上山川村=結城市（編入/市制）
- 3月20日
  - 福島県相馬郡原町+高平村+太田村+大甕村=原町市（新設/市制）
  - 茨城県稲敷郡龍ケ崎町+馴柴村+大宮村+八原村+長戸村+北相馬郡川原代村+北文間村=龍ケ崎市（編入/市制）
  - 茨城県新治郡志筑村+新治村+七会村=新治郡千代田村（新設）
  - 山梨県東山梨郡塩山町+玉宮村=東山梨郡塩山町（編入）
  - 高知県高岡郡佐川町+斗賀野村+尾川村+黒岩村=高岡郡佐川町（新設）
  - 高知県吾川郡横畠村+高岡郡越知町+大桐村=高岡郡越知町（新設）
- 3月21日
  - 滋賀県蒲生郡中野村+神崎郡八日市町=神崎郡八日市町（新設）
- 3月25日
  - 兵庫県多可郡野間谷村+加西郡大和村=多可郡八千代村（新設）
  - 岡山県英田郡大原町+大吉村+大野村+讃甘村=英田郡大原町（新設）
- 3月27日
  - 富山県射水郡小杉町+黒河村=射水郡小杉町（編入）
- 3月30日
  - 茨城県那珂郡勝田町+前渡村の一部=那珂郡勝田町（編入）
  - 茨城県那珂郡那珂湊町+前渡村の一部=那珂郡那珂湊町（編入）
  - 富山県婦負郡四方町+八幡村+倉垣村=婦負郡和合町（新設）
  - 兵庫県西脇市+加西郡芳田村=西脇市（編入）
- 3月31日
  - 秋田県由利郡本荘町+子吉村+小友村+石沢村+南内越村+北内越村+松ヶ崎村=本荘市（編入/市制）
  - 秋田県南秋田郡船川港町+脇本村+五里合村+男鹿中村+戸賀村=男鹿市（新設/市制）
  - 秋田県雄勝郡湯沢町+山田村+三関村+弁天村+岩崎町+幡野村=湯沢市（新設/市制）
  - 山形県山形市+南村山郡飯塚村=山形市（編入）
  - 山形県西置賜郡小国町+南小国村+北小国村=西置賜郡小国町（新設）
  - 福島県福島市+信夫郡余目村=福島市（編入）
  - 福島県岩瀬郡須賀川町+浜田村+西袋村+稲田村+石川郡小塩江村=須賀川市（新設/市制）
  - 福島県耶麻郡喜多方町+松山村+上三宮村+岩月村+関柴村+熊倉村+慶徳村+豊川村=喜多方市（新設/市制）
  - 福島県石城郡湯本町+磐崎村=常磐市（編入/改称/市制）
  - 福島県石城郡小名浜町+江名町+泉町+渡辺村=磐城市（新設/市制）
  - 福島県相馬郡中村町+大野村+飯豊村+八幡村+山上村+玉野村+日立木村+磯部村=相馬市（新設/市制）
  - 福島県信夫郡庭坂村+庭塚村=信夫郡大庭村（新設）
  - 福島県伊達郡藤田町+小坂村+森江野村+大木戸村+大枝村=伊達郡国見町（新設）
  - 福島県安達郡本宮町+荒井村+青田村+仁井田村=安達郡本宮町（新設）
  - 福島県安積郡富久山町+田村郡小泉村=安積郡富久山町（編入）
  - 福島県耶麻郡朝倉村の一部+加納村+熱塩村=耶麻郡熱塩加納村（編入/新設）
  - 福島県耶麻郡北山村+大塩村+桧原村=耶麻郡北塩原村（新設）
  - 福島県耶麻郡山都町+相川村+早稲谷村+一ノ木村+朝倉村の一部=耶麻郡山都町（新設/編入）
  - 福島県河沼郡高寺村+片門村+束松村=河沼郡高寺村（新設）
  - 福島県相馬郡鹿島町+真野村+八沢村+上真野村=相馬郡鹿島町（新設）
  - 福島県相馬郡小高町+福浦村+金房村=相馬郡小高町（新設）
  - 茨城県那珂郡那珂湊町+平磯町=那珂湊市（編入/市制）
  - 栃木県河内郡豊岡村+上都賀郡今市町+落合村=今市市（編入/市制）
  - 栃木県下都賀郡小山町+大谷村=小山市（新設/市制）
  - 栃木県芳賀郡真岡町+山前村+大内村+中村=芳賀郡真岡町（新設）
  - 栃木県芳賀郡祖母井町+南高根沢村+水橋村=芳賀郡芳賀町（新設）
  - 栃木県塩谷郡北高根沢村+熟田村（伏久・飯室・文挟地区）=塩谷郡北高根沢村（編入）
  - 栃木県塩谷郡氏家町+熟田村（狭間田・松山・松山新田・箱森新田・鍛冶沢・上野・柿木沢・柿木沢新田地区）=塩谷郡氏家町（編入）
  - 栃木県那須郡烏山町+境村+向田村+七合村=那須郡烏山町（新設）
  - 栃木県安蘇郡田沼町+三好村+野上村=安蘇郡田沼町（新設）
  - 埼玉県行田市+北埼玉郡荒木村+須加村+北河原村=行田市（編入）
  - 埼玉県北埼玉郡屈巣村+広田村+共和村=北埼玉郡川里村（新設）
  - 千葉県印旛郡成田町+公津村+八生村+中郷村+久住村+豊住村+遠山村=成田市（新設/市制）
  - 千葉県印旛郡佐倉町+臼井町+志津村+根郷村+和田村+弥富村=佐倉市（新設/市制）
  - 千葉県香取郡多古町+久賀村+中村+常磐村=香取郡多古町（新設）
  - 千葉県海上郡鶴巻村+滝郷村+嚶鳴村=海上郡海上町（新設/町制）
  - 千葉県海上郡飯岡町+三川村=海上郡飯岡町（新設）
  - 千葉県匝瑳郡八日市場町+豊栄村+須賀村+匝瑳村+豊和村+吉田村+飯高村+共興村+平和村+椿海村=匝瑳郡八日市場町（新設）
  - 千葉県君津郡君津町+周南村+貞元村=君津郡君津町（新設）
  - 新潟県中魚沼郡十日町+中条村+川治村+六箇村=十日町市（新設/市制）
  - 新潟県南蒲原郡見附町+葛巻村+新潟村+古志郡上北谷村の一部=見附市（編入/市制）
  - 新潟県岩船郡村上町+岩船町+瀬波町+山辺里村+上海府村=村上市（新設/市制）
  - 新潟県西蒲原郡燕町+小池村+小中川村+松長村=燕市（新設/市制）
  - 新潟県古志郡栃尾町+上北谷村の一部=古志郡栃尾町（編入）
  - 新潟県北魚沼郡川口村+田麦山村=北魚沼郡川口村（編入）
  - 新潟県東頸城郡松代村+山平村=東頸城郡松代村（新設）
  - 新潟県佐渡郡相川町+金泉村+二見村=佐渡郡相川町（新設）
  - 石川県七尾市+鹿島郡北大呑村+崎山村+南大呑村+高階村=七尾市（編入）
  - 石川県鳳至郡輪島町+西保村+大屋村+河原田村+鵠ノ巣村+南志見村+三井村=輪島市（新設/市制）
  - 石川県江沼郡片山津町+篠原村=江沼郡片山津町（編入）
  - 石川県河北郡津幡町+中条村+笠谷村+井上村+英田村=河北郡津幡町（新設）
  - 石川県鹿島郡田鶴浜町+金ヶ崎村+相馬村の一部=鹿島郡田鶴浜町（新設）
  - 石川県鹿島郡鳥屋町+相馬村の一部=鹿島郡鳥屋町（編入）
  - 石川県鹿島郡西岸村+馳打村+熊木村+中島村+豊川村+笠師保村=鹿島郡中島町（新設/町制）
  - 石川県鳳至郡穴水町+住吉村+兜村=鳳至郡穴水町（新設）
  - 石川県鳳至郡門前町+黒島村+諸岡村+七浦村+浦上村+本郷村=鳳至郡門前町（新設）
  - 福井県吉田郡志比谷村+下志比村+浄法寺村=吉田郡志比村（新設）
  - 福井県坂井郡三国町+新保村+雄島村+加戸村=坂井郡三国町（新設）
  - 山梨県東山梨郡塩山町+松里村+大藤村+神金村=東山梨郡塩山町（編入）
  - 山梨県北巨摩郡小淵沢村+篠尾村=北巨摩郡小淵沢町（新設/町制）
  - 静岡県浜松市+浜名郡和田村+長上村+笠井町+中ノ町村=浜松市（編入）
  - 静岡県三島市+田方郡中郷村=三島市（編入）
  - 静岡県富士郡富士町+田子浦村+岩松村=富士市（新設/市制）
  - 静岡県小笠郡掛川町+東山口村+曾我村=掛川市（編入/市制）
  - 静岡県志太郡藤枝町+青島町+葉梨村+高洲村+大洲村+稲葉村=藤枝市（新設/市制）
  - 静岡県田方郡伊豆長岡町+江間村=田方郡伊豆長岡町（編入）
  - 静岡県小笠郡南山村+平田村+小笠村=小笠郡小笠町（新設/町制）
  - 静岡県小笠郡西郷村+倉真村=小笠郡三笠村（新設）
  - 静岡県小笠郡桜木村+和田岡村=小笠郡北小笠村（新設）
  - 三重県四日市市+三重郡小山田村=四日市市（編入）
  - 三重県名賀郡名張町+滝川町+箕曲村+国津村=名張市（新設/市制）
  - 滋賀県蒲生郡八幡町+岡山村+金田村+桐原村+馬淵村=近江八幡市（新設/市制）
  - 兵庫県加東郡滝野町+加茂村=加東郡滝野町（新設）
  - 兵庫県神崎郡香呂村+中寺村=神崎郡香寺町（新設/町制）
  - 兵庫県朝来郡梁瀬町+粟鹿村+与布土村=朝来郡山東町（新設）
  - 兵庫県朝来郡山口村+中川村=朝来郡朝来町（新設/町制）
  - 岡山県都窪郡常盤村+吉備郡新本村+山田村+久代村+池田村+阿曽村+総社町=総社市（新設/市制）
  - 岡山県勝田郡植月村+吉野村+古吉野村+勝間田町+高取村=勝田郡勝央町（新設）
  - 広島県尾道市+御調郡美ノ郷村+木ノ庄村+原田村=尾道市（編入）
  - 広島県沼隈郡松永町+東村+本郷村+神村+柳津村+金江村+藤江村=松永市（新設/市制）
  - 広島県芦品郡府中町+岩谷村+広谷村+国府村+栗生村+下川辺村=府中市（新設/市制）
  - 広島県双三郡酒河村+十日市町+三次町+河内村+和田村+神杉村+田幸村+粟屋村=三次市（新設/市制）
  - 広島県比婆郡庄原町+高村+本田村+敷信村+山内東村+山内西村+山内北村=庄原市（新設/市制）
  - 広島県高田郡向原町+有保村の一部=高田郡向原町（編入）
  - 広島県高田郡高南村+有保村の一部=高田郡高南村（編入）
  - 広島県賀茂郡竹原町+東野村+豊田郡大乗村+南方村の一部=賀茂郡竹原町（編入）
  - 広島県賀茂郡上黒瀬村+乃美尾村+中黒瀬村+下黒瀬村=賀茂郡黒瀬町（新設/町制）
  - 広島県賀茂郡東高屋村+西高屋村=賀茂郡高屋村（新設）
  - 広島県御調郡久井村+羽和泉村+坂井原村=御調郡久井町（新設/町制）
  - 広島県御調郡向島町+岩子島村=御調郡向島町（編入）
  - 広島県深安郡神辺町+御野村+竹尋村+湯田村+中条村+道上村=深安郡神辺町（新設）
  - 広島県神石郡高蓋村+甲奴郡階見村の一部=神石郡高蓋村（編入）
  - 広島県甲奴郡上下町+矢野村+清岳村+吉野村+階見村の一部=甲奴郡上下町（新設）
  - 広島県比婆郡西城町+八鉾村=比婆郡西城町（新設）
  - 山口県大津郡通村+仙崎町+深川町+俵山村=長門市（新設/市制）
  - 山口県玖珂郡日積村+柳井町+新庄村+余田村+伊陸村=柳井市（新設/市制）
  - 山口県豊浦郡豊田前町+美祢郡大嶺町+伊佐町+於福村+東厚保村+西厚保村=美祢市（新設/市制）
  - 徳島県那賀郡中野島村+富岡町+宝田村+長生村+大野村の一部=那賀郡富岡町（新設）
  - 徳島県那賀郡羽ノ浦町+大野村（明見地区）=那賀郡羽ノ浦町（編入）
  - 徳島県麻植郡牛島村+森山村+西尾村+鴨島町=麻植郡鴨島町（新設）
  - 香川県仲多度郡善通寺町+龍川村+与北村+筆岡村+吉原村=善通寺市（新設/市制）
  - 愛媛県宇摩郡上山村+新立村=宇摩郡新宮村（新設）
  - 愛媛県宇摩郡川之江町+二名村=宇摩郡川之江町（編入）
  - 愛媛県宇摩郡長津村+小富士村+蕪崎村+天満村+土居村+関川村=宇摩郡土居町（新設/町制）
  - 愛媛県越智郡鴨部村+鈍川村+竜岡村+九和村=越智郡玉川村（新設）
  - 愛媛県越智郡津倉村+亀山村+渦浦村+大山村（福田・泊・田浦地区）=越智郡吉海町（新設/町制）
  - 愛媛県越智郡宮窪町+大山村（早川・余所国地区）=越智郡宮窪町（編入）
  - 愛媛県東宇和郡多田村+中川村+石城村+宇和町+田之筋村+下宇和村=東宇和郡宇和町（新設）
  - 愛媛県東宇和郡遊子川村+土居村+高川村+魚成村=東宇和郡黒瀬川村（新設）
  - 高知県幡多郡中村町+下田町+東山村+蕨岡村+後川村+八束村+具同村+東中筋村+富山村+大川筋村+中筋村=中村市（新設/市制）
  - 高知県幡多郡宿毛町+小筑紫町+橋上村+平田村+山奈村+沖の島村=宿毛市（新設/市制）
  - 高知県高岡郡高岡町+高石村+蓮池村+北原村+波介村+戸波村=高岡郡高岡町（新設）
  - 佐賀県佐賀市+佐賀郡兵庫村+巨勢村+西与賀村+嘉瀬村+高木瀬村=佐賀市（編入）
  - 大分県臼杵市+北海部郡佐志生村+下ノ江村+下北津留村+上北津留村+南津留村=臼杵市（編入）
  - 大分県直入郡竹田町+豊岡村+玉来町+松本村+入田村+嫗岳村+宮砥村+菅生村+宮城村+城原村=竹田市（新設/市制）
  - 大分県大分郡鶴崎町+明治村+高田村+松岡村+川添村=鶴崎市（新設/市制）
  - 大分県西国東郡真玉村+臼野村+上真玉村=西国東郡真玉村（新設）
  - 大分県西国東郡高田町+呉崎村=西国東郡高田町（新設）
  - 大分県東国東郡来浦町+富来町+上国崎村+豊崎村+国東町+旭日村（綱井・治郎丸・重藤地区）=東国東郡国東町（新設）
  - 大分県東国東郡武蔵町+中武蔵村+旭日村（池ノ内地区）=東国東郡武蔵町（新設）
  - 大分県東国東郡西武蔵村+朝来村+西安岐町+南安岐村+安岐町+奈狩江村の一部=東国東郡安岐町（新設）
  - 大分県速見郡日出町+豊岡町+藤原村+川崎村+大神村=速見郡日出町（新設）
  - 大分県大分郡戸次町+判田村+竹中村+吉野村=大分郡大南町（新設）
  - 大分県直入郡白丹村+久住町=直入郡久住町（新設）
  - 大分県下毛郡深秣村+山口村+真坂村=下毛郡三光村（新設/改称）
  - 大分県下毛郡本耶馬渓村+東谷村+西谷村=下毛郡本耶馬渓村（編入）
  - 大分県下毛郡耶馬溪村+深耶馬溪村=下毛郡耶馬溪村（編入）
  - 大分県宇佐郡駅館村+豊川村+西馬城村=宇佐郡駅川村（新設）
  - 大分県宇佐郡四日市町+横山村+麻生村+高家村+八幡村+天津村+長峰村+糸口村=宇佐郡四日市町（新設）

## 4月
- 4月1日
  - 岩手県胆沢郡水沢町+佐倉河村+真城村+姉体村+江刺郡羽田村+黒石村=水沢市（新設/市制）
  - 岩手県稗貫郡花巻町+湯口村+湯本村+矢沢村+宮野目村+太田村=花巻市（新設/市制）
  - 岩手県和賀郡黒沢尻町+飯豊村+鬼柳村+二子村+更木村+胆沢郡相去村+江刺郡福岡村=北上市（新設/市制）
  - 岩手県岩手郡玉山村+藪川村+渋民村=岩手郡玉山村（新設）
  - 宮城県刈田郡白石町+大平村+大鷹沢村+福岡村+白川村+越河村+斎川村=白石市（新設/市制）
  - 宮城県玉造郡岩出山町+西大崎村+一栗村+真山村=玉造郡岩出山町（新設）
  - 宮城県玉造郡鳴子町+川渡村+鬼首村=玉造郡鳴子町（新設）
  - 宮城県遠田郡小牛田町+不動堂町+北浦村+中埣村=遠田郡小牛田町（新設）
  - 茨城県稲敷郡牛久町+岡田村=稲敷郡牛久町（新設）
  - 茨城県真壁郡下妻町+大宝村+騰波ノ江村=真壁郡下妻町（編入）
  - 群馬県前橋市+勢多郡上川淵村+下川淵村+芳賀村+桂萱村+群馬郡東村+元総社村+総社町=前橋市（編入）
  - 群馬県利根郡沼田町+利南村+池田村+薄根村+川田村=沼田市（新設/市制）
  - 群馬県邑楽郡館林町+郷谷村+大島村+赤羽村+六郷村+三野谷村+多々良村+渡瀬村=館林市（新設/市制）
  - 群馬県北群馬郡渋川町+金島村+古巻村+豊秋村=渋川市（新設/市制）
  - 群馬県多野郡藤岡町+神流村+小野村+美土里村+美九里村=藤岡市（新設/市制）
  - 群馬県甘楽郡富岡町+小野村+黒岩村+高瀬村+額部村+一ノ宮町=富岡市（編入/市制）
  - 埼玉県熊谷市+北埼玉郡中条村=熊谷市（編入）
  - 千葉県銚子市+海上郡船木村+椎柴村=銚子市（編入）
  - 千葉県船橋市+千葉郡豊富村=船橋市（編入）
  - 千葉県山武郡東金町+福岡村の一部+源村の一部=東金市（編入/市制）
  - 千葉県山武郡白里町+福岡村（桂山・長国・北吉田・九十根・下傍示地区）=山武郡白里町（編入）
  - 千葉県山武郡日向村+源村の一部=山武郡日向村（編入）
  - 千葉県安房郡千倉町+七浦村+健田村=安房郡千倉町（新設）
  - 東京都北多摩郡西府村+府中町+多磨村=府中市（新設/市制）
  - 東京都南多摩郡町田町+南村=南多摩郡町田町（新設）
  - 新潟県新潟市+北蒲原郡松ヶ崎浜村=新潟市（編入）
  - 新潟県高田市+中頸城郡新道村+金谷村=高田市（編入）
  - 新潟県柏崎市+刈羽郡西中通村=柏崎市（編入）
  - 富山県高岡市+西礪波郡小勢村=高岡市（編入）
  - 富山県氷見市+氷見郡神代村+仏生寺村+布勢村+十二町村+速川村+久目村+阿尾村+藪田村+宇波村+女良村=氷見市（編入）
  - 富山県下新川郡桜井町+生地町=黒部市（新設/市制）
  - 富山県上新川郡大沢野町+下タ村+船峅村=上新川郡大沢野町（新設）
  - 富山県中新川郡水橋町+上条村+三郷村=中新川郡水橋町（新設）
  - 富山県中新川郡上市町+相ノ木村=中新川郡上市町（編入）
  - 富山県東礪波郡中田町+般若野村=東礪波郡中田町（新設）
  - 富山県東礪波郡井波町+山野村=東礪波郡井波町（新設）
  - 福井県福井市+足羽郡社村=福井市（編入）
  - 山梨県中巨摩郡巨摩町+百田村+西野村+今諏訪村=中巨摩郡白根町（新設）
  - 山梨県中巨摩郡小笠原町+榊村+野之瀬村=中巨摩郡櫛形町（新設）
  - 長野県長野市+上水内郡古里村+柳原村+浅川村+大豆島村+朝陽村+若槻村+長沼村+安茂里村+小田切村+芋井村=長野市（編入）
  - 長野県松本市+東筑摩郡島内村+中山村+島立村=松本市（編入）
  - 長野県上田市+小県郡塩尻村+川辺村=上田市（編入）
  - 長野県北佐久郡小諸町+三岡村+南大井村=小諸市（新設/市制）
  - 長野県上伊那郡伊那町+富県村+美篶村+手良村+東春近村+西箕輪村=伊那市（新設/市制）
  - 長野県南佐久郡野沢町+桜井村+岸野村+前山村+大沢村=南佐久郡野沢町（新設）
  - 長野県上水内郡津和村+水内村=上水内郡久米路村（新設）
  - 岐阜県武儀郡美濃町+洲原村+下牧村+上牧村+大矢田村+藍見村+中有知村=美濃市（新設/市制）
  - 岐阜県土岐郡瑞浪土岐町+稲津村+釜戸村+大湫村+日吉村+明世村（戸狩・山野内・月吉地区）+恵那郡陶町=瑞浪市（新設/市制）
  - 岐阜県羽島郡竹ヶ鼻町+足近村+小熊村+正木村+福寿村+江吉良村+堀津村+上中島村+下中島村+桑原村=羽島市（新設/市制）
  - 岐阜県恵那郡大井町+長島町+東野村+三郷村+武並村+笠置村+中野方村+飯地村=恵那市（新設/市制）
  - 岐阜県加茂郡太田町+古井町+山之上村+蜂屋村+加茂野村+伊深村+下米田村+三和村の一部+和知村の一部=美濃加茂市（新設/市制）
  - 岐阜県不破郡赤坂町+安八郡南平野村の一部=不破郡赤坂町（編入）
  - 岐阜県安八郡神戸町+下宮村+南平野村の一部=安八郡神戸町（新設）
  - 岐阜県安八郡福束村+仁木村+大薮町=安八郡輪之内町（新設）
  - 岐阜県揖斐郡大野町+豊木村+富秋村+西郡村=揖斐郡大野町（新設）
  - 岐阜県加茂郡川辺町+三和村（鹿塩地区）=加茂郡川辺町（編入）
  - 岐阜県武儀郡坂ノ東村+加茂郡白川町=加茂郡白川町（編入）
  - 岐阜県土岐郡泉町+明世村（河合地区）=土岐郡泉町（編入）
  - 静岡県清水市+庵原郡高部村=清水市（編入）
  - 愛知県宝飯郡蒲郡町+三谷町+塩津村=蒲郡市（新設/市制）
  - 愛知県丹羽郡犬山町+城東村+羽黒村+楽田村+池野村=犬山市（新設/市制）
  - 愛知県知多郡常滑町+鬼崎町+西浦町+大野町+三和村=常滑市（新設/市制）
  - 愛知県宝飯郡一宮村+八名郡大和村=宝飯郡一宮村（編入）
  - 滋賀県蒲生郡安土村+老蘇村=蒲生郡安土町（新設/町制）
  - 大阪府泉佐野市+泉南郡日根野村+長滝村+上之郷村+南中通村+大土村=泉佐野市（編入）
  - 大阪府南河内郡長野町+三日市村+高向村+天見村+加賀田村+川上村=河内長野市（新設/市制）
  - 兵庫県川辺郡宝塚町+武庫郡良元村=宝塚市（新設/市制）
  - 奈良県添上郡櫟本町+山辺郡丹波市町+朝和村+福住村+二階堂村+磯城郡柳本町=天理市（新設/市制）
  - 和歌山県日高郡御坊町+湯川村+藤田村+野口村+名田村+塩屋村=御坊市（新設/市制）
  - 鳥取県西伯郡庄内村+名和村+御来屋町+光徳村=西伯郡名和町（新設）
  - 鳥取県日野郡江府町+日光村の一部=日野郡江府町（編入）
  - 鳥取県日野郡二部村+溝口町+日光村の一部=日野郡溝口町（新設）
  - 島根県大田市+安濃郡朝山村+佐比売村+富山村の一部+簸川郡山口村=大田市（編入）
  - 島根県能義郡安来町+飯梨村+荒島村+赤江村+島田村+大塚村=安来市（新設/市制）
  - 島根県那賀郡江津町+都野津町+川波村+二宮村+跡市村+浅利村+松川村+川平村+江東村=江津市（新設/市制）
  - 島根県八束郡揖屋町+出雲郷村+意東村=八束郡東出雲町（新設）
  - 島根県能義郡伯太村+赤屋村=能義郡伯太村（編入）
  - 島根県簸川郡田儀村+安濃郡富山村の一部=簸川郡田儀村（編入）
  - 島根県邇摩郡温泉津町+井田村+福波村+湯里村=邇摩郡温泉津町（新設）
  - 島根県邇摩郡仁万町+宅野村+大国村+馬路村=邇摩郡仁摩町（新設）
  - 島根県邑智郡長谷村+市山村+川戸村+谷住郷村+川越村=邑智郡桜江村（新設）
  - 島根県美濃郡東仙道村+都茂村+二川村=美濃郡美都村（新設）
  - 島根県鹿足郡日原町+青原村=鹿足郡日原町（新設）
  - 岡山県岡山市+御津郡御津町の一部+上道郡財田町+幡多村+高島村+児島郡小串村=岡山市（編入）
  - 岡山県玉野市+児島郡荘内村=玉野市（編入）
  - 岡山県川上郡手荘町+大賀村+高山村=川上郡川上町（新設）
  - 岡山県苫田郡加茂町+新加茂町+上加茂村=苫田郡加茂町（新設）
  - 岡山県久米郡弓削町+誕生寺村+龍山村+神目村=久米郡久米南町（新設）
  - 広島県三原市+豊田郡沼田西村+小泉村+沼田東村=三原市（編入）
  - 山口県防府市+佐波郡富海村=防府市（編入）
  - 香川県丸亀市+仲多度郡本島村+綾歌郡川西村=丸亀市（編入）
  - 香川県坂出市+綾歌郡府中村=坂出市（編入）
  - 香川県大川郡誉水村+丹生村=大川郡大内町（新設/町制）
  - 香川県綾歌郡枌所村+山田村+西分村+羽床上村=綾歌郡綾上村（新設）
  - 香川県綾歌郡昭和村+陶村+滝宮村+羽床村=綾歌郡綾南町（新設/町制）
  - 福岡県朝倉郡甘木町+安川村+秋月町+上秋月村+立石村+福田村+馬田村+蜷城村+三奈木村+金川村=甘木市（新設/市制）
  - 福岡県八女郡福島町+川崎村+忠見村+岡山村（今福・蒲原・亀甲・立野・前古賀・鵜池・室岡・龍ヶ原地区）=八女市（編入/市制/改称）
  - 福岡県八女郡羽犬塚町+水田村+古川村+岡山村（前津・長浜地区）=筑後市（新設/市制）
  - 福岡県三潴郡大川町+三叉村+川口村+大野島村+田口村+木室村=大川市（新設/市制）
  - 福岡県宗像郡東郷町+赤間町+南郷村+河東村+吉武村+神興村の一部=宗像郡宗像町（新設）
  - 福岡県宗像郡福間町+上西郷村+神興村の一部=宗像郡福間町（新設）
  - 福岡県八女郡黒木町+豊岡村+串毛村+木屋村+笠原村=八女郡黒木町（新設）
  - 佐賀県三養基郡鳥栖町+田代町+基里村+麓村+旭村=鳥栖市（新設/市制）
  - 佐賀県西松浦郡伊万里町+黒川村+波多津村+南波多村+大川村+松浦村+二里村+東山代村+山代町=伊万里市（新設/市制）
  - 佐賀県杵島郡武雄町+橘村+朝日村+若木村+武内村+東川登村+西川登村=武雄市（新設/市制）
  - 佐賀県藤津郡鹿島町+能古見村+古枝村+浜町+鹿島村=鹿島市（新設/市制）
  - 佐賀県西松浦郡有田町+東有田町=西松浦郡有田町（新設）
  - 佐賀県杵島郡住吉村+中通村=杵島郡山内村（新設）
  - 長崎県佐世保市+北松浦郡柚木村+黒島村=佐世保市（編入）
  - 長崎県南松浦郡福江町+奥浦村+崎山村+本山村+大浜村=福江市（新設/市制）
  - 長崎県南高来郡山田村+守山村=南高来郡吾妻村（新設）
  - 長崎県北松浦郡南田平村+田平村=北松浦郡田平町（新設/町制）
  - 長崎県北松浦郡志佐町+上志佐村=北松浦郡志佐町（新設）
  - 熊本県八代市+八代郡八代把村+高田村+金剛村=八代市（編入）
  - 熊本県玉名郡玉名町+築山村+滑石村+大浜町+豊水村+八嘉村+梅林村+小田村+玉名村+石貫村+月瀬村+伊倉町=玉名市（新設/市制）
  - 熊本県天草郡本渡町+亀場村+櫨宇土村+志柿村+下浦村+楠浦村+本村+佐伊津村=本渡市（新設/市制）
  - 熊本県鹿本郡山鹿町+米田村+川辺村+八幡村+平小城村+三岳村+三玉村+大道村=山鹿市（新設/市制）
  - 熊本県宇土郡宇土町+花園町+轟村+緑川村+網津村=宇土郡宇土町（新設）
  - 熊本県玉名郡江田町+花簇村+東郷村+川沿村=玉名郡菊水町（新設）
  - 熊本県鹿本郡岳間村+岩野村+広見村=鹿本郡鹿北村（新設）
  - 熊本県阿蘇郡宮地町+坂梨村+中通村+古城村=阿蘇郡一の宮町（新設）
  - 熊本県阿蘇郡黒川村+永水村+尾ヶ石村+内牧町+山田村=阿蘇郡阿蘇町（新設）
  - 熊本県上益城郡飯野村+広安村+木山町+福田村+津森村=上益城郡益城町（新設）
  - 熊本県八代郡和鹿島村+吉野村+野津村=八代郡竜北村（新設）
  - 熊本県球磨郡渡村+一勝地村+神瀬村=球磨郡球磨村（新設）
  - 熊本県天草郡登立町+維和村+上村+中村+湯島村=天草郡大矢野町（新設）
  - 鹿児島県出水郡出水町+米ノ津町=出水市（新設/市制）
  - 鹿児島県伊佐郡大口町+山野町+羽月村+西太良村=大口市（新設/市制）
  - 鹿児島県揖宿郡指宿町+今和泉村=指宿市（新設/市制）
  - 鹿児島県姶良郡国分町+東襲山村+清水村の一部=姶良郡国分町（新設）
  - 鹿児島県姶良郡隼人町+日当山町+清水村の一部=姶良郡隼人日当山町（新設）
- 4月5日
  - 新潟県新潟市+北蒲原郡松ヶ崎浜村=新潟市（編入）
  - 山梨県東山梨郡勝沼町+菱山村+東雲村+東八代郡祝村=東山梨郡勝沼町（新設）
- 4月29日
  - 千葉県夷隅郡国吉町+中川村+千町村=夷隅郡夷隅町（新設）
  - 山梨県南都留郡谷村町+宝村+禾生村+盛里村+東桂村=都留市（新設/市制）

## 5月
- 5月1日
  - 東京都北多摩郡昭和町+拝島村=昭島市（新設/市制）
  - 新潟県長岡市+三島郡深才村=長岡市（編入）
  - 新潟県小千谷市+北魚沼郡川井村=小千谷市（編入）
  - 新潟県北魚沼郡小出町+南魚沼郡伊米ヶ崎村=北魚沼郡小出町（編入）
  - 岡山県上房郡高梁町+津川村+川面村+巨瀬村+川上郡玉川村+宇治村+松原村+高倉村+落合村=高梁市（新設/市制）
  - 岡山県小田郡矢掛町+美川村+三谷村+山田村+川面村+中川村=小田郡矢掛町（新設）
  - 岡山県後月郡芳井町+明治村+共和村+三原村=後月郡芳井町（新設）
  - 山口県柳井市+大島郡平郡村=柳井市（編入）
  - 山口県大津郡菱海村+宇津賀村+向津具村+日置村の一部=大津郡油谷町（新設/町制）
  - 佐賀県小城郡東多久村+南多久村+多久村+西多久村+北多久町=多久市（新設/市制）
- 5月3日
  - 青森県青森市+東津軽郡大野村=青森市（編入）
  - 青森県南津軽郡常盤村+富木舘村=南津軽郡常盤村（新設）
  - 宮城県遠田郡田尻町+沼部村+大貫村=遠田郡田尻町（新設）
  - 秋田県仙北郡大曲町+花館村+内小友村+大川西根村+藤木村+四ツ屋村=大曲市（新設/市制）
  - 栃木県芳賀郡長沼村+久下田町+物部村=芳賀郡二宮町（新設）
  - 栃木県芳賀郡市羽村+小貝村=芳賀郡市貝村（新設）
  - 群馬県碓氷郡松井田町+臼井町+坂本町+西横野村+九十九村+細野村=碓氷郡松井田町（新設）
  - 埼玉県秩父市+秩父郡原谷村+尾田蒔村=秩父市（編入）
  - 埼玉県北埼玉郡加須町+不動岡町+三俣村+礼羽村+大桑村+水深村+樋遣川村+志多見村=加須市（新設/市制）
  - 埼玉県児玉郡丹荘村+青柳村=児玉郡神川村（新設）
  - 埼玉県児玉郡七本木村+神保原村+長幡村+賀美村=児玉郡上里村（新設）
  - 埼玉県南埼玉郡岩槻町+川通村+柏崎村+和土村+新和村+慈恩寺村+河合村=南埼玉郡岩槻町（新設）
  - 埼玉県南埼玉郡蓮田町+黒浜村+平野村=南埼玉郡蓮田町（新設）
  - 千葉県館山市+安房郡西岬村+神戸村+富崎村+豊房村+館野村+九重村=館山市（編入）
  - 千葉県匝瑳郡東陽村+南条村+日吉村+白浜村=匝瑳郡光町（新設/町制）
  - 香川県丸亀市+綾歌郡土器村=丸亀市（編入）
  - 香川県仲多度郡多度津町+四箇村+白方村=仲多度郡多度津町（新設）
- 5月10日
  - 富山県中新川郡上市町+白萩村=中新川郡上市町（編入）
  - 鹿児島県姶良郡国分町+東国分村+敷根村=姶良郡国分町（新設）
- 5月15日
  - 山梨県西八代郡市川大門町+高田村=西八代郡市川大門町（編入）
- 5月16日
  - 石川県河北郡津幡町+羽咋郡河合谷村=河北郡津幡町（編入）
- 5月17日
  - 山梨県東山梨郡諏訪町+中牧村+西保村=東山梨郡牧丘町（新設）
- 5月31日
  - 大分県西国東郡豊後高田町+田染村=豊後高田市（編入/市制）

## 6月
- 6月1日
  - 山形県山形市+南村山郡椹沢村=山形市（編入）
  - 茨城県筑波郡高道祖村+真壁郡下妻町+上妻村+結城郡総上村+豊加美村=下妻市（編入/市制）
  - 栃木県芳賀郡田野村+益子町+七井村=芳賀郡益子町（新設）
  - 栃木県那須郡下江川村+荒川村=那須郡南那須村（新設）
  - 千葉県海上郡旭町+共和村+豊畑村=海上郡旭町（編入）
  - 新潟県中頸城郡直江津町+有田村+八千浦村+保倉村+諏訪村の一部=直江津市（編入/市制）
  - 新潟県古志郡栃尾町+下塩谷村+上塩谷村+東谷村+荷頃村=栃尾市（編入/市制）
  - 新潟県西頸城郡浦本村+下早川村+上早川村+大和川村+西海村+糸魚川町+大野村+根知村+小滝村=糸魚川市（新設/市制）
  - 石川県河北郡大場村+八田村+花園村+三谷村+森本村=河北郡森本町（新設/町制）
  - 山梨県南巨摩郡増穂町+中巨摩郡平林村=南巨摩郡増穂町（編入）
  - 山梨県北巨摩郡安都玉村+安都那村+熱見村+甲村=北巨摩郡高根村（新設）
  - 長野県南安曇郡温村+明盛村+小倉村=南安曇郡三郷村（新設）
  - 愛知県東春日井郡守山町+志段味村=守山市（編入/市制）
  - 愛知県丹羽郡古知野町+布袋町+葉栗郡宮田町+草井村=江南市（新設/市制）
  - 京都府与謝郡宮津町+栗田村+吉津村+府中村+日置村+世屋村+養老村+日ケ谷村=宮津市（新設/市制）
  - 兵庫県美嚢郡三木町+別所村+口吉川村+細川村=三木市（新設/市制）
  - 鳥取県米子市+西伯郡彦名村+崎津村+大篠津村+和田村+富益村+夜見村+巌村+成実村=米子市（編入）
  - 鳥取県東伯郡下北条村+中北条村=東伯郡北条町（新設/町制）
  - 岡山県阿哲郡新見町+美穀村+石蟹郷村+草間村+豊永村+熊谷村+菅生村+上市町=新見市（新設/市制）
  - 岡山県小田郡美山村+堺村+宇戸村+川上郡日里村=小田郡美星町（新設/町制）
  - 高知県吾川郡諸木村+秋山村+芳原村=吾川郡平和村（新設）
- 6月20日
  - 三重県北牟婁郡尾鷲町+須賀利村+九鬼村+南牟婁郡北輪内村+南輪内村=尾鷲市（新設/市制）